# Norvégia az 1956. évi téli olimpiai játékokon
Norvégia az olaszországi Cortina d’Ampezzóban megrendezett 1956. évi téli olimpiai játékok egyik részt vevő nemzete volt. Az országot az olimpián 6 sportágban 45 sportoló képviselte, akik összesen 4 érmet szereztek.

## Érmesek
| Érem  | Versenyző        | Sportág          | Versenyszám    |
| ----- | ---------------- | ---------------- | -------------- |
| Arany | Sverre Stenersen | Északi összetett | Egyéni         |
| Arany | Hallgeir Brenden | Sífutás          | Férfi 15 km    |
| Ezüst | Knut Johannesen  | Gyorskorcsolya   | Férfi 10 000 m |
| Bronz | Alv Gjestvang    | Gyorskorcsolya   | Férfi 500 m    |

## Alpesisí
Férfi
| Versenyző            | Versenyszám      | 1. futam | 1. futam | 2. futam | 2. futam | Összesítés | Összesítés |
| Versenyző            | Versenyszám      | Idő      | Hely.    | Idő      | Hely.    | Idő        | Helyezés   |
| -------------------- | ---------------- | -------- | -------- | -------- | -------- | ---------- | ---------- |
| Hans Magnus Andresen | Műlesiklás       | 1:35,0   | 21.      | 2:06,8   | 21.      | 3:41,8     | 20.        |
| Hans Magnus Andresen | Óriás-műlesiklás |          |          |          |          | 3:44,7     | 50.        |
| Guttorm Berge        | Műlesiklás       | 1:32,1   | 9.       | kizárták | kizárták | kiesett    | kiesett    |
| Guttorm Berge        | Óriás-műlesiklás |          |          |          |          | kizárták   | kizárták   |
| Trygve Berge         | Lesiklás         |          |          |          |          | kizárták   | kizárták   |
| Kåre Opdal           | Lesiklás         |          |          |          |          | kizárták   | kizárták   |
| Asle Sjåstad         | Lesiklás         |          |          |          |          | 3:08,8     | 14.        |
| Asle Sjåstad         | Műlesiklás       | 1:36,4   | 25.      | 2:04,5   | 17.      | 3:40,9     | 18.        |
| Asle Sjåstad         | Óriás-műlesiklás |          |          |          |          | 3:21,6     | 22.        |
| Jan Thorstensen      | Műlesiklás       | 1:33,1   | 14.      | kizárták | kizárták | kiesett    | kiesett    |
| Jan Thorstensen      | Óriás-műlesiklás |          |          |          |          | kizárták   | kizárták   |

Női
| Versenyző         | Versenyszám      | 1. futam | 1. futam | 2. futam | 2. futam | Összesítés | Összesítés |
| Versenyző         | Versenyszám      | Idő      | Hely.    | Idő      | Hely.    | Idő        | Helyezés   |
| ----------------- | ---------------- | -------- | -------- | -------- | -------- | ---------- | ---------- |
| Inger Bjørnbakken | Műlesiklás       | 58,7     | 8.*      | 59,3     | 6.       | 1:58,0     | 6.*        |
| Inger Bjørnbakken | Óriás-műlesiklás |          |          |          |          | 2:02,3     | 14.**      |
| Inger Jørgensen   | Lesiklás         |          |          |          |          | 1:54,3     | 26.        |
| Inger Jørgensen   | Műlesiklás       | 1:01,4   | 17.      | 1:00,9   | 15.      | 2:02,3     | 13.        |
| Inger Jørgensen   | Óriás-műlesiklás |          |          |          |          | 2:04,4     | 24.        |
| Borghild Niskin   | Lesiklás         |          |          |          |          | 1:49,5     | 9.         |
| Borghild Niskin   | Műlesiklás       | 59,0     | 11.      | 1:00,0   | 12.      | 1:59,0     | 11.        |
| Borghild Niskin   | Óriás-műlesiklás |          |          |          |          | 1:59,0     | 7.         |
| Astrid Sandvik    | Lesiklás         |          |          |          |          | 1:54,4     | 27.        |
| Astrid Sandvik    | Műlesiklás       | 58,9     | 10.      | 59,1     | 5.       | 1:58,0     | 6.*        |
| Astrid Sandvik    | Óriás-műlesiklás |          |          |          |          | 2:04,0     | 22.*       |

* - egy másik versenyzővel azonos eredményt ért el

** - két másik versenyzővel azonos eredményt ért el

## Bob
| Versenyző                                             | Versenyszám | 1. futam | 1. futam | 2. futam | 2. futam | 3. futam      | 3. futam      | 4. futam | 4. futam | Összesítés | Összesítés |
| Versenyző                                             | Versenyszám | Idő      | Hely.    | Idő      | Hely.    | Idő           | Hely.         | Idő      | Hely.    | Idő        | Helyezés   |
| ----------------------------------------------------- | ----------- | -------- | -------- | -------- | -------- | ------------- | ------------- | -------- | -------- | ---------- | ---------- |
| Reidar Alveberg Arnold Dyrdahl                        | Kettes      | 1:29,04  | 22.      | 1:27,93  | 23.      | nem ért célba | nem ért célba | 1:28,86  | 19.      | kiesett    | kiesett    |
| Arne Røgden Odd Solli                                 | Kettes      | 1:27,57  | 20.      | 1:26,90  | 19.      | 1:28,81       | 21.           | 1:29,05  | 21.      | 5:52,33    | 20.        |
| Arne Røgden Arnold Dyrdahl Odd Solli Trygve Brudevold | Négyes      | 1:20,96  | 16.      | 1:20,08  | 13.      | 1:20,45       | 11.           | 1:20,01  | 7.       | 5:21,50    | 11.        |

## Északi összetett
| Versenyző        | Síugrás  | Síugrás  | Síugrás  | Síugrás  | Síugrás  | Síugrás  | Síugrás | Síugrás | Sífutás | Sífutás | Sífutás | Összesítés | Összesítés |
| Versenyző        | 1. ugrás | 1. ugrás | 2. ugrás | 2. ugrás | 3. ugrás | 3. ugrás | Össz.   | Össz.   | Sífutás | Sífutás | Sífutás | Összesítés | Összesítés |
| Versenyző        | Távolság | Pont     | Távolság | Pont     | Távolság | Pont     | Pont    | Hely.   | Idő     | Pont    | Hely.   | Pont       | Helyezés   |
| ---------------- | -------- | -------- | -------- | -------- | -------- | -------- | ------- | ------- | ------- | ------- | ------- | ---------- | ---------- |
| Arne Barhaugen   | 64,5     | 99,0     | 67,0     | (98,5)   | 68,0     | 100,0    | 199,0   | 15.     | 57:11   | 236,581 | 3.      | 435,581    | 5.         |
| Tormod Knutsen   | 63,5     | (89,5)   | 70,5     | 103,5    | 69,0     | 99,5     | 203,0   | 10.*    | 58:22   | 232,000 | 9.      | 435,000    | 6.         |
| Kjetil Mårdalen  | 64,0     | 93,0     | 65,5     | (92,5)   | 67,0     | 96,0     | 189,0   | 26.     | 57:43   | 234,500 | 6.      | 423,500    | 14.        |
| Sverre Stenersen | 65,0     | (95,5)   | 73,0     | 107,5    | 74,0     | 107,5    | 215,0   | 2.      | 56:18   | 240,000 | 1.      | 455,000    |            |

* - egy másik versenyzővel azonos eredményt ért el

## Gyorskorcsolya
| Versenyző          | Versenyszám | Eredmény | Helyezés |
| ------------------ | ----------- | -------- | -------- |
| Roald Aas          | 1500 m      | 2:12,9   | 10.      |
| Roald Aas          | 5000 m      | 8:01,6   | 6.       |
| Hjalmar Andersen   | 5000 m      | 8:06,5   | 11.      |
| Hjalmar Andersen   | 10 000 m    | 16:52,6  | 6.       |
| Hroar Elvenes      | 500 m       | 42,8     | 17.***   |
| Hroar Elvenes      | 1500 m      | 2:16,0   | 24.      |
| Alv Gjestvang      | 500 m       | 41,0     |          |
| Sverre Haugli      | 10 000 m    | 16:48,7  | 4.       |
| Finn Hodt          | 500 m       | 42,5     | 13.*     |
| Knut Johannesen    | 1500 m      | 2:12,2   | 9.       |
| Knut Johannesen    | 5000 m      | 8:02,3   | 8.       |
| Knut Johannesen    | 10 000 m    | 16:36,9  |          |
| Jan Kristiansen    | 1500 m      | 2:13,7   | 16.      |
| Torstein Seiersten | 5000 m      | 8:06,4   | 10.      |
| Sigmund Søfteland  | 500 m       | 42,7     | 16.      |
| Knut Tangen        | 10 000 m    | 17:22,3  | 19.      |

* - egy másik versenyzővel azonos eredményt ért el

*** - három másik versenyzővel azonos eredményt ért el

## Sífutás
Férfi
| Versenyző                                                | Versenyszám     | Eredmény | Helyezés |
| -------------------------------------------------------- | --------------- | -------- | -------- |
| Hallgeir Brenden                                         | 15 km           | 49:39    |          |
| Hallgeir Brenden                                         | 30 km           | 1:49:29  | 14.      |
| Håkon Brusveen                                           | 15 km           | 50:36    | 5.       |
| Magnar Ingebrigtsli                                      | 15 km           | 54:30    | 30.      |
| Oddmund Jensen                                           | 30 km           | 1:51:04  | 17.      |
| Oddmund Jensen                                           | 50 km           | 3:11:14  | 14.      |
| Edvin Landsem                                            | 50 km           | 3:11:43  | 15.      |
| Per Olsen                                                | 30 km           | 1:51:15  | 19.      |
| Martin Stokken                                           | 15 km           | 50:45    | 6.       |
| Martin Stokken                                           | 30 km           | 1:49:38  | 15.      |
| Martin Stokken                                           | 50 km           | kizárták | kizárták |
| Birger Vestermo                                          | 50 km           | kizárták | kizárták |
| Håkon Brusveen Per Olsen Martin Stokken Hallgeir Brenden | 4 × 10 km váltó | 2:21:16  | 4.       |

Női
| Versenyző                                         | Versenyszám    | Eredmény | Helyezés |
| ------------------------------------------------- | -------------- | -------- | -------- |
| Kjelfrid Brusveen                                 | 10 km          | 40:38    | 10.      |
| Gina Regland-Sigstad                              | 10 km          | 42:42    | 22.      |
| Rakel Wahl                                        | 10 km          | 40:49    | 11.      |
| Ingrid Wigernæs                                   | 10 km          | 43:40    | 27.      |
| Kjelfrid Brusveen Gina Regland-Sigstad Rakel Wahl | 3 × 5 km váltó | 1:10:50  | 4.       |

## Síugrás
| Versenyző        | 1. ugrás | 1. ugrás | 1. ugrás | 2. ugrás | 2. ugrás | 2. ugrás | Összesítés | Összesítés |
| Versenyző        | Távolság | Pont     | Hely.    | Távolság | Pont     | Hely.    | Pont       | Helyezés   |
| ---------------- | -------- | -------- | -------- | -------- | -------- | -------- | ---------- | ---------- |
| Arne Hoel        | 77,5     | 104,5    | 11.**    | 76,5     | 102,0    | 13.*     | 206,5      | 11.        |
| Asbjørn Osnes    | 75,5     | 102,0    | 18.**    | 72,0     | 97,5     | 21.      | 199,5      | 18.        |
| Sverre Stallvik  | 77,0     | 104,5    | 11.**    | 75,5     | 103,5    | 11.      | 208,0      | 9.         |
| Sverre Stenersen | 72,0     | 90,5     | 39.      | 70,0     | 93,0     | 29.      | 183,5      | 35.        |

* - egy másik versenyzővel azonos eredményt ért el

** - két másik versenyzővel azonos eredményt ért el